# Johann Adolph Höltich
Johann Adolph Höltich, lateinisch Johannes Adolphus Höltich (* 26. August 1641 in Bergedorf; † 1704 in Lübeck) war ein deutscher Jurist zu Lübeck, Doktor beider Rechte und Stadtschreiber von Mölln.

## Leben
Johann Adolph Höltich wurde als Sohn des Herzogtum Sachsen-Lauenburgischen Holzvogts (Forstmeister) Ludolph Höltich († 1683 in Marienwohlde) aus Marienwohlde bei Mölln und dessen Frau Margarethe, geborene Garss (* 5. September 1625 in Bergedorf; † 1660) am 26. August 1641 in Bergedorf geboren. Nach dem anfänglichen Unterricht durch einen Privatlehrer wurde er auf die Domschule in Ratzeburg geschickt. Im Juni 1656 immatrikulierte er sich zusammen mit seinem Bruder Franz Heinrich Höltich an der Universität Rostock. 1658 besuchte er für zwei Jahre das Katharineum zu Lübeck unter den Inspektionen von Sebastian Meier, Heinrich Bangert und Johann Polz. Am 29. September 1660 schrieb er sich an der Universität Wittenberg ein, wieder zusammen mit seinem Bruder Franz Heinrich Höltich. An der Universität Basel immatrikulierte er sich am 2. November 1666. Als Notar cand. jur. wurde er 1670 zum Stadtschreiber von Mölln. Am 25. April 1673 erfolgte seine Immatrikulation an der Universität Greifswald und seine Promotion am 8. Juli 1674. Seine Dissertation Inaug. De Pace Domestica, Vulgo Vom Hauß-Frieden erschien kurz darauf im selben Jahr.
Er wurde zum Doktor beider Rechte promoviert und wirkte als Jurist in Lübeck. 1676 erwarb er in Lübeck als Bürger die Bürgerrechte. 1678 nahm er 3000 Lübische Mark zu 3 % Zinsen auf, zur Abtragung von 3000 Lübsche Mark an den Ratsherrn Konrad von Dorne. 1683 starb sein Vater Ludolph, und so sorgte er für die weitere Erziehung seines kaum zwölfjährigen Halbbruders Christian Wilhelm Höltich, den er bei sich aufnahm und auf das Katharineum zu Lübeck schickte.
Die 1700 erschienene Schrift Theologia Iuridica Catechetica, Oder der Geistliche Rechts-Wandel des Lübecker Superintendenten August Pfeiffer wurde Johann Adolph Höltich und einigen anderen Lübecker Rechtsgelehrten gewidmet. Sie erschien zwei Jahre nach Pfeiffers Tod. Johann Adolph Höltich starb 1704 und wurde in der südlichen Halle von St. Marien beigesetzt. Er hatte nacheinander zwei Frauen und drei Söhne sowie ein weiteres Kind.

### Familie
Seine erste Ehefrau Catharina (auch Catrina), geborene von Elpen, die er am 6. Juli 1676 in St. Marien in Lübeck heiratete, stammte aus der angesehenen Lübecker Kaufmannsfamilie von Elpen, aus der auch Johann von Elpen (im Lübecker Rat von 1533 bis August 1535) stammte. Seine zweite Ehefrau Anna (als Witwe Anna Busch heiratete sie in zweiter Ehe den Prediger Thomas Carstens, Sohn von Syndikus Joachim Carstens, und nachdem dieser 1679 gestorben war, in dritter Ehe Johann Adolph Höltich), starb 1696. Sie hatte ein Haus in der Johannisstraße 18 in Lübeck, in der heutigen Dr.-Julius-Leber-Straße 37–39, dem heutigen Haasenhof. Der Haasenhof steht unter Denkmalschutz und ist auf der Liste der Kulturdenkmale der Lübecker Altstadt, die Dezember 1987 Weltkulturerbe der UNESCO wurde. Bisher wurde angenommen, dass der Haasenhof 1725 gestiftet wurde und alles neu erbaut wurde (fertiggestellt 1729), nachdem alles Ältere auf dem Grundstück abgerissen worden war, doch die Datierung der bei Restaurierungsarbeiten 1999 entdeckten, historisch und kunstgeschichtlich wertvollen Wandmalereien ergab, dass zumindest das Vorsteherhaus des Haasenhofes älter sein musste. Nachforschungen belegten dies und es stellte sich heraus, dass das Haus schon vorher einige andere Eigentümer hatte. Anna war eine davon. Ihr gehörte es von 1677 bis 1687. Von 1687 bis 1696 war Johann Adolph Höltich als Eigentümer eingetragen, vermutlich nur formal, denn es heißt, Anna Höltich habe das Haus 1696 ihren Erben (vermutlich Kindern aus vorherigen Ehen) hinterlassen und diese hätten es wiederum Johann Adolph Höltich überlassen. Johann Adolph Höltich, der über mehrfaches Hauseigentum verfügte, war 1694 auch Eigentümer von Haus Nr. 17 (des späteren Haasenhofes oder Johannisstraße 17).
Der Sohn Ludolph Höltich wurde am 21. August 1677 in St. Marien getauft und ist vermutlich ein Sohn aus der Ehe mit Catharina. Der Sohn Caspar Gerhard Höltich wurde am 2. Mai 1679 in St. Marien getauft. Er war Kaufmann und Bürger in Lübeck seit dem 31. Juli 1704. Ein Kind wurde am 7. März 1682 in St. Marien getauft. Der Sohn Heinrich Anton Höltich, auch Hinrich Anton (* in Lübeck), wurde am 14. Mai 1683 in St. Marien getauft. Er immatrikulierte sich am 28. Mai 1701 an der Universität Rostock und 1702 an der Universität Wittenberg. De Naturae Admirandis In Luce Observationes Opticae erschien 1704.
Ludolph Höltich, Johann Adolph Höltichs Vater, hatte nacheinander mindestens zwei Ehefrauen und neben Johann Adolph drei weitere Söhne und eine Tochter.
- Franz Heinrich Höltich, Jurist und Syndikus zu Groß-Salze
- Christian Wilhelm Höltich, Jurist und Sekretär der Deutschen Hanse
- Joachim Werner Höltich machte sich unter anderem als Stifter einen Namen.
- Die Tochter heiratete Johann Caspar Pflaume

## Schriften
- Ex Philosophia Morali De Justitia Universali, Wittenberg, 1661 (Digitalisat)
- Disputationem Inaug. De Pace Domestica, Greifswald 1674 (Digitalisat)
- Dissertation. Inaug. De Pace Domestica, Vulgo Vom Hauß-Frieden, Greifswald, 1674 (Digitalisat)
- Dissertation. Inaug. De Pace Domestica, Vulgo Vom Hauß-Frieden, Greifswald, 1704 (Neuauflage) (Digitalisat)
- Dissertation. Inaug. De Pace Domestica, Vulgo Vom Hauß-Frieden, Jena, 1740 (Neuauflage) (Digitalisat)